# Ожаровські

Герб Равич.

Ожаро́вські гербу Равич (пол. Ożarowski) — шляхетський рід Речі Посполитої. Представлений в Сандомирському воєводстві. Походив від Яна Боргіло з Ожарова (1489).

## Представники
- Петро Ожаровський (1725—1794) — великий гетьман коронний.